# 阿贝尔·基普桑
阿贝尔·基普桑（Abel Kipsang，1996年11月22日—），肯尼亚男子田径运动员，主攻800米和1500米赛跑、2022年世界室内田径锦标赛男子1500米铜牌得主、2022年非洲田径锦标赛男子1500米金牌得主。